# Landkreis Sömmerda
Landkreis Sömmerda är ett distrikt (Landkreis) i norra delen av det tyska förbundslandet Thüringen.

## Administrativ indelning
I förvaltningsrättslig mening finns i modern tid ingen skillnad mellan begreppet Stadt (stad) gentemot Gemeinde (kommun). Följande kommuner och städer ligger i Landkreis Sömmerda: 

### Städer
| - Sömmerda | - Weissensee |  |  |

### Kommuner
| - Buttstädt |

### Förvaltningsgemenskaper

#### Elxleben
| - Elxleben | - Witterda |  |  |

#### Gera-Aue
| - Andisleben | - Gebesee (stad) | - Ringleben | - Walschleben |

#### Gramme-Vippach
| - Alperstedt - Eckstedt - Großmölsen | - Großrudestedt - Kleinmölsen - Markvippach | - Nöda - Ollendorf - Schloßvippach | - Sprötau - Udestedt - Vogelsberg |

#### Kindelbrück
| - Büchel - Griefstedt | - Günstedt | - Kindelbrück | - Riethgen |

#### Kölleda
| - Großneuhausen - Kleinneuhausen | - Kölleda (stad) | - Ostramondra | - Rastenberg (stad) |

#### Straußfurt
| - Gangloffsömmern - Haßleben | - Riethnordhausen - Schwerstedt | - Straußfurt - Werningshausen | - Wundersleben |